# Strategikon
Strategikon je vojni priručnik bizantske vojske. Autorstvo ovog djela pripisuje se raznim autorima, pa čak i carevima, a većina ga citira pod: Pseudo-Mauricije. Djelo je nastalo početkom 7. stoljeća.
Iako je Bizant naslijedio bogato ratničko iskustvo starih Rimljana, te u brojnim ratovima sa susjedima izvojevali slavne pobjede, slabiju su pažnju posvećivali teorijskom pojašnjavanju ratne vještine. To kompenzira činjenica da su prepisivali stare vojne priručnike i stare vojne teoretičare. Otuda Strategikon, kao rijetko originalno djelo vojnog priručnika ima izuzetan značaj za izučavanje vojne vještine u Bizantu. Antički vojni teoretičari su ipak u svemu uzor Strategikonu, tako da na brojnim mjestima on i ne donosi nešto novo. Njegova novina nalazi se u razradi poznavanja neprijatelja, u prilagođavanju i u usvajanju njihovih metoda ratovanja.